# Chevrolet Delray
«Chevrolet Delray» (укр. Шевроле Делрей) — американський повнорозмірний легковий автомобіль, який випускався підрозділом Chevrolet корпорації General Motors з 1954 по 1958 рік. Це була недорога машина, яка до 1958 року була частиною серії Chevrolet 210. Нижче за неї в модельному ряді знаходився тільки Chevrolet 150, який був знятий з виробництва і замінений на Delray в 1958 році.

## Перша генерація (1954)
Перший рік для Delray був фінальним роком для стилю Chevy 1949–1954 рр.. В 1954 році серія 210 була значно укорочена, втративши хардтоп-купе і кабріолет, але отримавши клуб-купе Del Ray.
В цьому році Chevrolet Delray був випущений як покращений варіант двох-дверного седана Chevrolet 210: з дахом, обтягнутим вінілом, зміненим оформленням салону й іншими невеликими покращеннями. Delray був укомплектований тими ж двигунами й КПП, що й основна серія 210.
Шасі й механічна частина були спільними з рештою ряду пасажирських автомобілів, і загальна зовнішність була такою самою, як і в решти ряду. Передня підвіска була незалежною, під назвою "knee-action". Цей рік позначив кінець рядного 6-циліндрового двигуна "Blue Flame" як топового перед представленням малого V8 у 1955 році; і 1954 був також останнім роком для 6-вольтової електричної системи в автомобілях Chevrolet.
В 1954 модельному році використовувались два двигуни, з більш потужним Blue Flame і автоматичною трансмісією Powerglide. Всі 210 в стандарті мали 3-ступеневу механічну трансмісію зі синхронізаторами, з двома опційними трансмісіями. Всі двигуни були верхнє-валовими (OHV). Їх спільно називають як "stovebolt sixes" через гвинти з прорізаними головками, які використовувались для закріплення кришки клапана і головок штовхачів до блоку.

## Друга генерація (1955–1957)

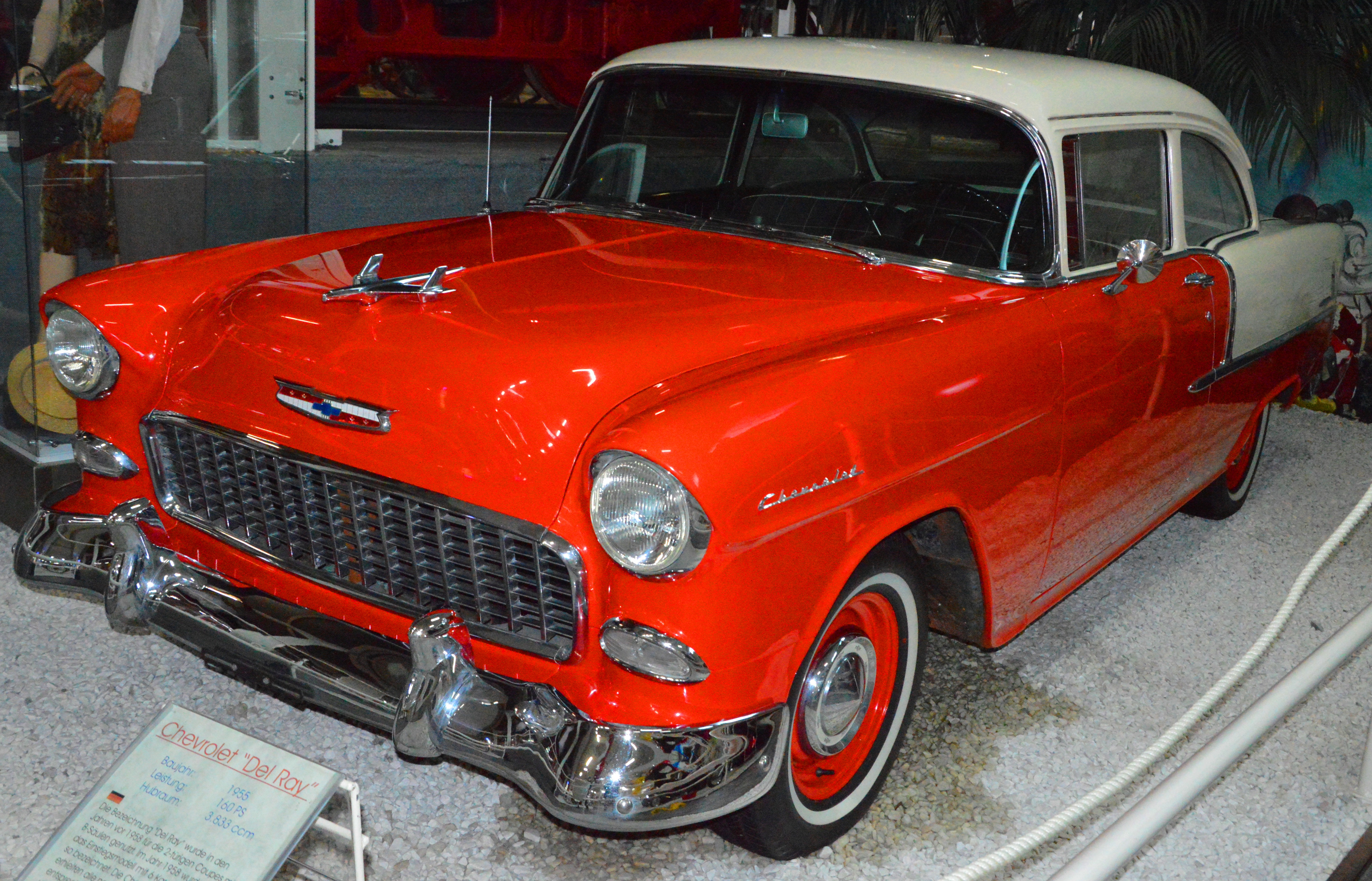
Модель 1955 року

На ці три роки (Tri-Five) Delray був в основному опційним набором для інтер’єру для простого седана 210. Він мав покращену вінілову оббивку з вафлеподібними складками, пофарбованими в колір кузова, разом з килимками й іншими незначними покращеннями.
В 1955 році всі повнорозмірні Chevrolet отримали нову платформу, приземкуватий і широкий кузов і найновіший 265 куб. дюймовий V8 Small Block. Рама центральних дверей була підсилена для більшої безпеки. Барабанні гальма мали 11 дюймів (280 мм) в діаметрі. Покупець 210 моделі був вільним у виборі будь-якої опції з трансмісії Chevy. Шкали амперметра і тиску мастила були змінені до попереджувальних сигналів.
В 1956 році підвищено потужність оновлених двигунів, V8 відтоді пропонувався в трьох варіантах, а рядний 6-циліндровий двигун був уніфікований для МКП і АКП.
Новим в 1957 році був унікальний 283 куб. дюймовий V8 Small Block із впорскуванням, який став значною віхою в історії автопромисловості США. Навіть версія з впорскування палива була доступною для покупців 210. 210, включаючи Delray, ділили клиноподібне бокове оздоблення з Bel Air, але, на відміну від Bel Air (який мав заповнений клин оздоблюванням з алюмінієвої панелі), клин на 210 був пофарбований або в колір кузова, або в колір даху з опційним набором забарвлення в два тони. Всередині клину був вмонтований напис "Chevrolet".
Система впорскування Ram Jet була розроблена Джоном Дольцею і Дональдом Стольтманом, інженерами відділу Rochester, і Зорою Аркус-Дантовим, головним інженером проекту Chevrolet Corvette, і вважається одним з перших надійних систем електронного впорскування. До речі, її можна було замовити і на серію 210, і на базовий Chevrolet 150.

## Третя генерація (1958)

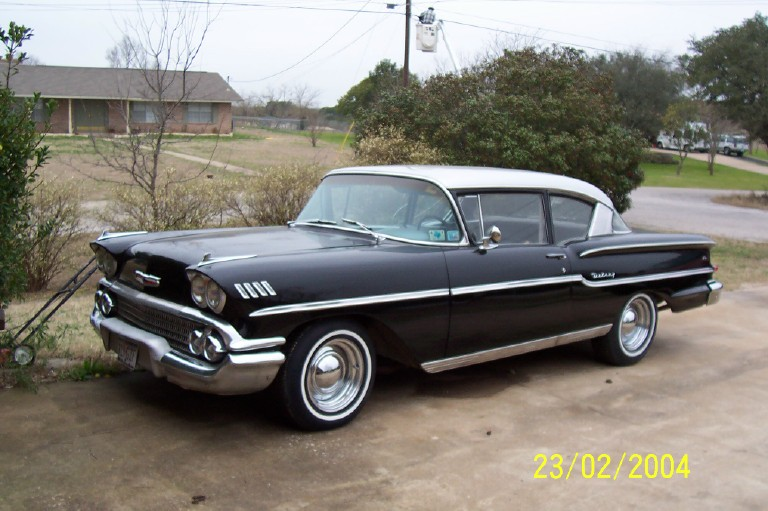
Модель 1958 року

В 1958 році модель Chevrolet 150 була знята з виробництва, і Delray де-факто прийшов їй на зміну, ставши найбільш недорогою і доступною моделлю марки (entry-level model), без жодних надмірностей. Вище за неї стояли моделі Biscayne, Bel Air, а на самому верху модельної гами Chevrolet була модель Impala, яка з’явилася в 1958 році як спеціальна комплектація Bel Air. Тепер він мав X-подібну раму GM. Він йшов лише як утилітарне купе, 2-дверне купе, 4-дверний седан. Єдиним 4-дверним чи 2-дверним універсалом на базі Delray 1958 року був Chevrolet Yeoman.

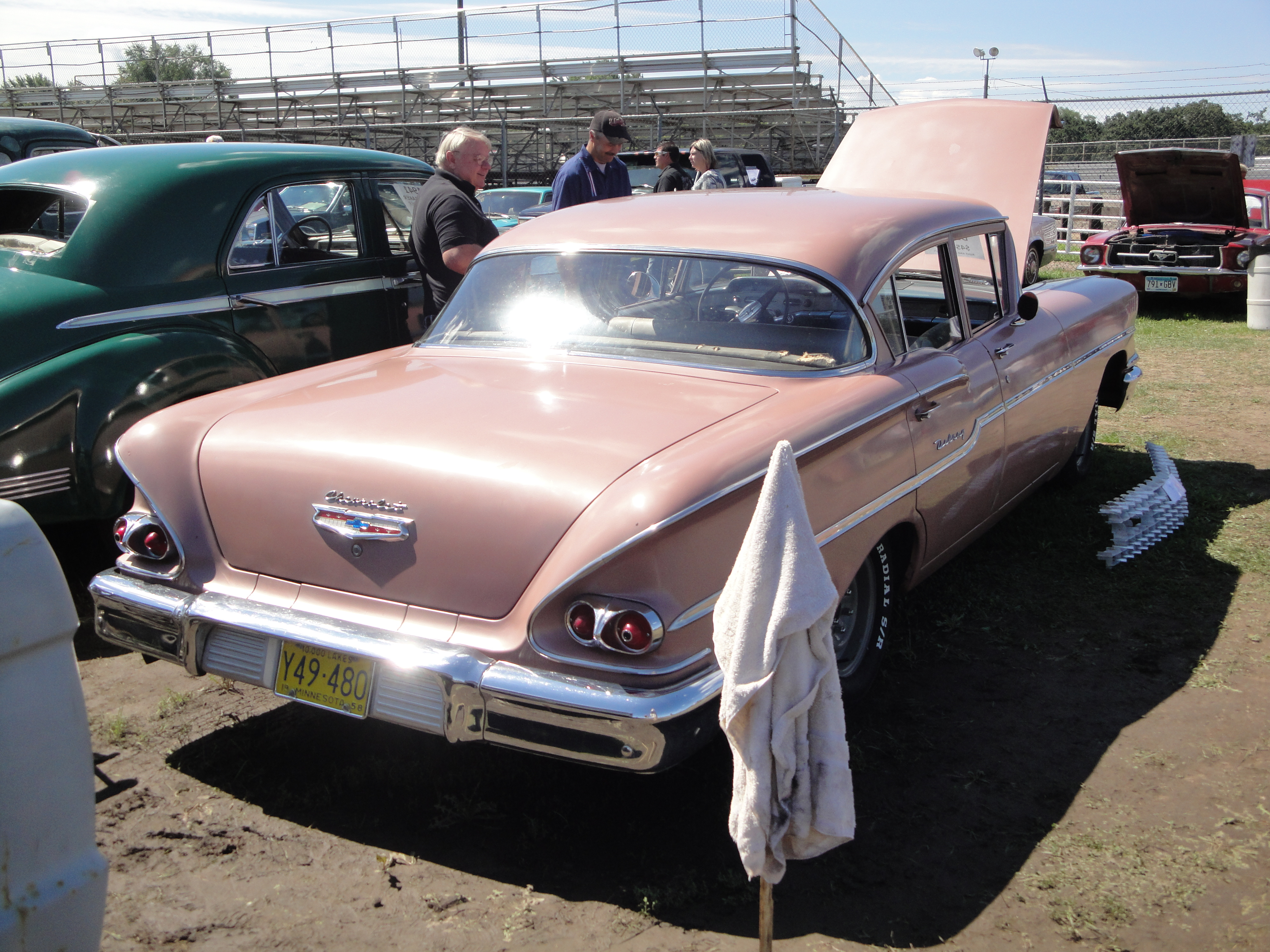

В 1958 році моделі Chevrolet були зроблені довшими, нижчими і тяжчими від попередників 1957 року. Дизайн Chevrolet виявився кращим, ніж інші пропозиції від GM, і не мав достатньо хрому як на автомобілях Pontiac, Oldsmobile, Buick і Cadillac. Дизайн передка Chevrolet доповнювала широка решітка радіатора і чотири фари, що допомагали зобразити «маленького Cadillac»; зад універсала отримав віялоподібні ніші на обох бокових панелях, подібних до тих, що на седані, але універсали вміщали одинарні задні ліхтарі замість подвійних (потрійних на Impala) для пристосування заднього борту. Незважаючи на рік рецесії, споживачі зробили Chevrolet автомобільною маркою №1 (перемігши Ford, який утримував титул в 1957 році) і Bel Air був в основі популярності Chevrolet. З його широким вибором кузовів і моделей, на Bel Air можна було замовляти будь-яку можливу додаткову опцію всередині лінійки Chevrolet. Універсал з назвою Nomad також з’явився в 1958 році, коли його запустили як додатковий 4-дверний універсал Chevrolet, якому бракувало унікального стилю моделей Nomad 1955-57 рр.. Більшість моделей універсал Chevrolet мали два задні ліхтарі, розміщені у зменшених нішах, які були зроблені меншими для пристосування заднього борту. Була застосована нова панель приладів. Лобовий спротив на універсалах Chevy 1958 року був оцінений в 0.6.
Закінчуючи модельний ряд внизу, Delray мав мінімум зовнішнього і внутрішнього оздоблення та обмежені опції. Основними покупцями Delray були поліція і таксопарки, де цінували перш за все надійність і ходові якості авто. Однак приватні клієнти також могли придбати Delray, якщо їхніми пріоритетами були низька ціна, економія і стандартне різнобічне пересування зі зручністю повно-розмірного автомобіля. Покупці могли вибрати будь-який мотор і КПП, які пропонувались відділом Chevrolet, в тому числі вперше у виробництві, опційний великий 348 куб. дюймовий (5,7 л) V8 і Super Turbo-Fire із впорскуванням Ram Jet, який залишився з сезону 1957 року.
В 1959 році топ-моделлю Chevrolet стала Impala, моделлю середнього рівня (mid-level model) був Bel Air, а Biscayne, який був раніше моделлю другого рівня (second-lowest trim level model), став найбільш доступним (entry-level).

### Безпека
Як і решта лінії повно-розмірних автомобілів Chevrolet 1958 року, Yeoman мав нову хрестоподібну раму Chevrolet "Safety-Girder". Подібною в схемі до рами на Cadillac 1957 року, вона мала бокові рейки коробчастого профілю і коробчасту передню поперечину, яка проходила під двигуном. Ці X-подібні рами використовувались на інших Chevy від 1958 до 1964 рр., так само як на Cadillac. Зад був пов’язаний поперечиною каналового профілю. Ця схема пізніше буде осуджена через те, що вона дає менше захисту на випадок бокового зіткнення, але буде застосовуватись до 1965 року.